# Chapman-Schicht

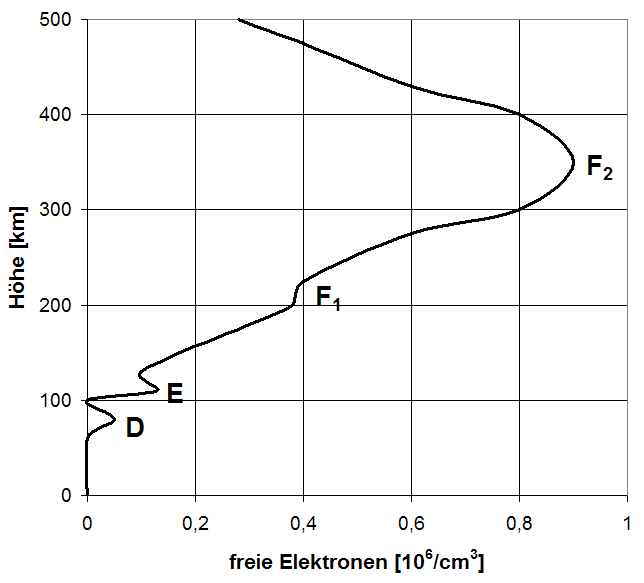
Ionisationsgrad innerhalb der Ionosphäre auf der Tagseite der Erde

Die Chapman-Schicht ist der theoretische Bereich der Ionosphäre, an dem sich die maximale Ionisation einstellt, wenn einzig die Absorption von solarer Strahlung betrachtet wird. Sie wurde nach Sydney Chapman benannt.
Chapman leitete erstmals 1931 eine Verteilungsfunktion der Ionisation in der Ionosphäre unter der Annahme monochromatischer ionisierender Strahlung der Sonne ab.

## Entstehung
Dringt die solare Ultraviolett- und Röntgenstrahlung in die obere Erdatmosphäre ein, ist die Strahlung am energiereichsten, trifft jedoch nur auf wenige ionisierbare Gasmoleküle. Je dichter die Atmosphäre wird, desto mehr Energie wird an die umgebende Materie abgegeben und desto größer ist die dortige Ionisation. Zwei Faktoren wirken jedoch der Ionisation entgegen: Zum einen nimmt durch die Energieabgabe die für tiefere Schichten verfügbare Menge ab, zum anderen verringert sich durch die Zunahme der Atmosphärendichte die mittlere freie Weglänge einzelner Gasteilchen, was zu einer stärkeren Rekombination führt. Der Gleichgewichtszustand der beiden gegenläufigen Prozesse Ionisation und Rekombination bestimmt den Grad der Ionisation für den gegebenen Ort zur gegebenen Zeit.
Diesbezüglich lassen sich zwei extremale Zustände unterscheiden, die sich jeweils durch fehlende Ionisation auszeichnen: „Maximale Strahlungsenergie, minimale Teilchenzahl“ (Exosphäre) und „Minimale Strahlungsenergie, maximale Teilchenzahl“ (Neutrosphäre). Zwischen diesen beiden Zuständen bildet sich gemäß der vorgehenden Beschreibung eine theoretische Zone maximaler Elektronendichte, die Chapman-Schicht.